# Love (película de 1927)
Love es una película dramática muda estadounidense de 1927 dirigida por Edmund Goulding y estrenada por Metro-Goldwyn-Mayer. En 1928 se estrenó una versión sonora de la película con una partitura musical sincronizada con efectos de sonido. MGM hizo la película para sacar provecho de su equipo romántico ganador formado por Greta Garbo y John Gilbert, quienes habían protagonizado el éxito de taquilla de 1926 Flesh and the Devil.
Aprovechando al máximo el poder de las estrellas, se escribió un drama basado en la novela de León Tolstoi de 1877, Anna Karenina. El resultado fue un fracaso para los puristas del autor, pero proporcionó al público una muestra del erotismo de Gilbert-Garbo que nunca más volvería a ser igualada. La campaña publicitaria de la película fue una de las más grandes hasta ese momento, y se cambió el título del original, Heat.
El director Dimitri Buchowetzki comenzó a trabajar en Amor con Garbo y Ricardo Cortez. Sin embargo, el productor Irving Thalberg no estaba contento con el rodaje inicial y empezó de nuevo sustituyendo a Buchowetzki por Edmund Goulding, al director de fotografía Merritt B. Gerstad por William H. Daniels y a Cortez por Gilbert. 

## Música
La versión sonora de 1928 incluía un tema musical titulado That Melody Of Love, que fue compuesto por Walter Donaldson y Howard Dietz. Ernst Luz se encargó del arreglo de la partitura musical de la versión sonora de la película.

## Trama
Durante una tormenta de nieve, el conde ruso Alexis Vronsky, ayudante de campo del Gran Duque, se encuentra con una mujer con velo en el camino a San Petersburgo, Rusia. Cuando se ven obligados a pasar la noche en una posada, Vronsky intenta seducirla, pero ella lo rechaza.
Más tarde, en una recepción para el senador Karenin, Vronsky es presentado a la esposa del senador, Anna, que es la mujer de la posada, y le pide perdón por su transgresión. Esto finalmente lo concede. Ella está decidida a evitarlo y evitar la tentación, pero el aburrimiento de un marido mayor la lleva a ver a Vronsky nuevamente y se desarrolla una relación.
Anna tiene un hijo pequeño, Sergei, con quien mantiene una relación muy estrecha que se derrite a medida que se desarrolla la pasión entre Anna y Vronsky. Esta pasión es notada por la aristocracia, para disgusto de su marido. Después de una carrera de caballos, en la que Anna demuestra públicamente su excesivo interés por la seguridad de Vronsky, visita a Vronsky en sus habitaciones para comprobar que se encuentra bien y que su marido lo rechaza. Anna y Vronsky se van juntos a Italia.
Después de un tiempo, Anna sufre porque dejó a su hijo, por lo que Vronsky la lleva de regreso a Rusia. Visita a su hijo, a quien le habían dicho que estaba muerta. Anna le trae regalos en su cumpleaños, pero Karenin la descubre y la excluye de la casa de forma permanente. Le dice a Anna que su hijo la olvidará, como ya lo hizo una vez, y que su muerte sería mejor que la deshonra que le traerá. También le dice que el Gran Duque planea despedir a Vronsky de su regimiento, poniendo fin a una larga y honorable tradición familiar de servicio militar de élite, porque cohabita con Anna. Ella le ruega clemencia al Gran Duque y logra persuadirlo a ceder con la condición de que abandone St. Petersberg y no vuelva a ver a Vronsky nunca más. Mientras él está en la cena a la que lo ha convocado el Gran Duque, ella se marcha.

### Final alternativo (versión europea)
Al no poder ver a su hijo y tener que abandonar Vronsky, se suicida saltando delante de un tren. Esta variante sigue la obra original de León Tolstoi.

### Final alternativo (versión americana)
Durante tres años, los amantes no se ven, pero Vronsky busca frenéticamente a Anna. Por casualidad, lee en un periódico que el hijo de Anna está en la Academia Militar de San Petersburgo y lo visita, enterándose de que Karenin ha muerto y que Anna visita a su hijo a diario. Se encuentran y se reencuentran.
A los exhibidores estadounidenses se les dio la opción de utilizar o no el final "feliz" revisado. Los cines de las costas eligieron en su mayoría a Tolstoi, mientras que los cines de Centroamérica eligieron en su mayoría el final feliz. 
- John Gilbert como el Capitán Conde Alexei Vronsky
- Greta Garbo como Anna Karenina
- George Fawcett como Gran Duque Michael
- Emily Fitzroy como Gran Duquesa
- Brandon Hurst como el senador Alexei Karenin
- Philippe De Lacy como Serezha Karenin, la hija de Anna
- Edward Connelly como sacerdote (sin acreditar)
- Carrie Daumery como viuda (sin acreditar)
- Margaret Lee como Blonde Flirt (sin acreditar)
- Dorothy Sebastian como espectadora adicional en las carreras (sin acreditar)
- Jacques Tourneur como extra (sin acreditar)

## Lanzamiento y recepción
Según los registros de MGM, Love ganó 946.000 dólares en alquileres de salas de cine en Estados Unidos y Canadá y 741.000 dólares adicionales en alquileres en el extranjero, lo que le dio al estudio una ganancia de 571.000 dólares.  